# きゃべつそふと
きゃべつそふとは、日本の美少女ゲーム（アダルトゲーム）ブランド。

## 概要
ブランド名は梱枝りこの好きな食べ物がきゃべつであることに由来している。
2017年1月27日に、デビュー作「星恋*ティンクル」を発売。
2018年11月30日に「アメイジング・グレイス -What color is your attribute?-」を発売。萌えゲーアワード2018の金賞・シナリオ賞を受賞する。dramatic createからPlayStation 4移植版が発売された。
2020年1月31日に、「あまいろショコラータ」を発売。中国向けにSteam版も配信されている。2024年にエンターグラムからNintendo Switch版が発売。
2020年9月25日に、「さくらの雲＊スカアレットの恋」を発売。萌えゲーアワード2020の金賞・シナリオ賞を受賞する。2021年にエンターグラムからNintendo Switch/PlayStation 4移植版が発売。
2021年5月28日に「あまいろショコラータ2」を発売。
2022年7月29日に「ジュエリー・ハーツ・アカデミア -We will wing wonder world-」を発売。2024年にエンターグラムからNintendo Switch/PlayStation 4移植版が発売。
2023年11月24日に「あまいろショコラータ3」を発売。

## 作品リスト
| # | 発売日 | 発売日   | タイトル                                                   | メイン原画         | シナリオ         | 対応機種                 |
| - | ------ | -------- | ---------------------------------------------------------- | ------------------ | ---------------- | ------------------------ |
| 1 | 2017年 | 1月27日  | 星恋*ティンクル                                            | 梱枝りこ           | なかひろ         | Windows Vista/7/8/8.1/10 |
| 2 | 2018年 | 11月30日 | アメイジング・グレイス -What color is your attribute?-     | 梱枝りこ           | 冬茜トム、しげた | Windows Vista/7/8/8.1/10 |
| 3 | 2020年 | 1月31日  | あまいろショコラータ                                       | しらたま、梱枝りこ | 山蕗順平、しげた | Windows 8.1/10           |
| 4 | 2020年 | 9月25日  | さくらの雲＊スカアレットの恋                               | 梱枝りこ           | 冬茜トム         | Windows 8.1/10           |
| 5 | 2021年 | 5月28日  | あまいろショコラータ2                                      | しらたま、梱枝りこ | 山蕗順平、しげた | Windows 8.1/10           |
| 6 | 2022年 | 7月29日  | ジュエリー・ハーツ・アカデミア -We will wing wonder world- | しらたま           | 冬茜トム         | Windows 8.1/10/11        |
| 7 | 2023年 | 11月24日 | あまいろショコラータ3                                      | しらたま、梱枝りこ | 山蕗順平         | Windows 10/11            |
| 8 | 2025年 | 2月28日  | ジュエリー・ナイツ・アルカディア -The ends of the world-   | しらたま           | 冬茜トム         | Windows 10/11            |

## 主なスタッフ
- 梱枝りこ - 原画
- しらたま - 原画
- 冬茜トム - シナリオ
- 藤井稿太郎 - 音楽
- KyoKa - 歌手
- しげた - シナリオ/ディレクター
- SATOSHI - プロデューサー

## コラボカフェ
2017年3月3日～3月12日にCURE MAID CAFEにて『星恋＊ティンクル』カフェを開催。
2022年2月8日～2月20日にSTELLAMAP CAFEにて『ジュエリー・ハーツ・アカデミア × STELLAMAP CAFE』を開催。
2022年4月16日～5月1日にSTELLAMAP CAFEにて『アメイジング・グレイス』～『ジュエリー・ハーツ・アカデミア』を題材とした『きゃべつそふとCafe × STELLAMAP CAFE Collaboration』を開催。
2022年6月2日～6月15日にSTELLAMAP CAFEにて『ジュエリー・ハーツ・アカデミア』が含まれる『「PCゲームお引越し」記念カフェ × STELLAMAP CAFE』を開催。
2023年4月7日～4月24日にSTELLAMAP CAFEにて『きゃべつそふとCafe にかいめ × STELLAMAP』を開催。
2023年10月20日～10月29日にLUCIAN＋にて『きゃべつそふとCafe にぃてんごかいめ』を開催。
2024年5月2日（木）～14日にSTELLAMAP CAFEにて『ジュエリー・ナイツ・アルカディアカフェ ～きゃべつそふとCafeさんかいめ～』を開催。
2024年9月6日～9月16日にLUCIAN＋にて『きゃべつそふとsummer festival』を開催。
2025年3月5日～3月16日にSTELLAMAP CAFEにて『風とツバメ亭 × きゃべつそふとCafé よんかいめ in STELLAMAP』を開催。